# Macaque maure
Macaca maura · Macaque des Célèbes
Espèce
Statut de conservation UICN

 EN A2cd : En danger
Statut CITES
Le macaque maure (Macaca maura) est une espèce de primates de la famille des Cercopithecidae.

## Dénominations
Il est également appelé macaque des Célèbes, mais ce nom est ambigu vu qu'il existe plusieurs espèces distinctes de macaques sur cette île.

## Caractéristiques générales

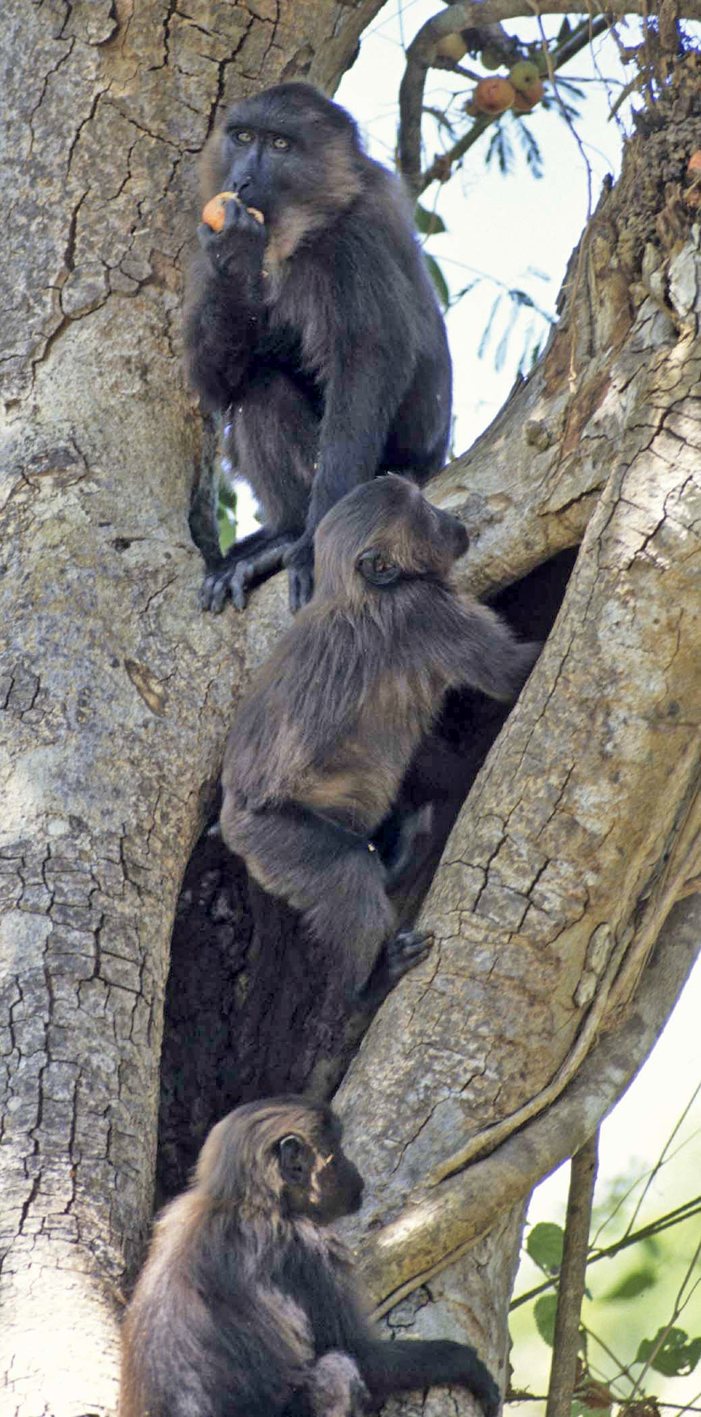
Macaques maures en milieu naturel.

Le macaque maure, Macaca maura (ou maurus selon les auteurs) est l'une des sept espèces de macaques endémiques de l'île indonésienne de Sulawesi. Le macaque maure possède une fourrure allant du brun-ocre au brun foncé presque noir. La croupe, la gorge, le ventre et l'intérieur des membres inférieurs et postérieurs sont plus clairs de couleur brun clair à grisâtre. Comme les autres macaques des Célèbes, sa peau est de couleur très sombre sauf chez le nouveau-né jusqu'à l'âge de six mois.
Dans son milieu naturel, les études menées à la réserve naturelle de Karaenta à Sulawesi du Sud ont montré que la taille des groupes observés oscillait de 20 à 43 individus sur une période de 10 ans. La croissance du nombre d'individus dans le groupe aboutit à une scission de celui-ci en deux nouveaux groupes plus restreints (voir plus bas la section « organisation sociale »).
Comme c'est le cas chez les autres espèces de macaques, ce sont les mâles qui migrent entre les différents groupes et les femelles qui sont résidentes du groupe où elles sont nées. Les mâles quittent leur groupe natal vers 7-9 ans. Des mâles solitaires sont quelques fois observés auprès des groupes. Cette dispersion tardive des mâles et leurs mouvements peu fréquents entre groupes diffère largement du schéma de dispersion d'autres espèces de macaques bien connues comme le macaque japonais Macaca fuscata. Ceci peut s'expliquer par la plus grande tolérance sociale des macaques des Célèbes.

## Reproduction

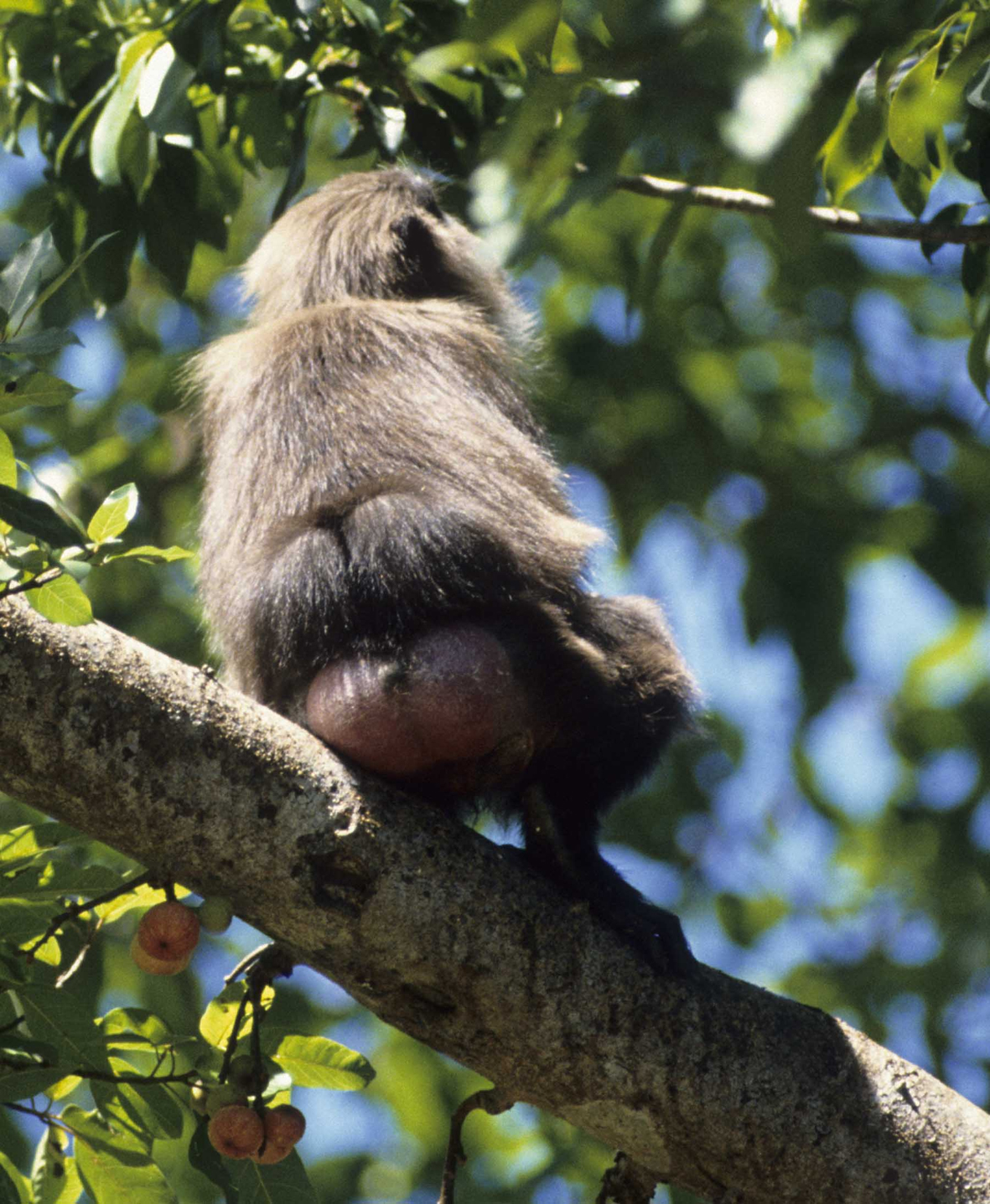
Femelle en œstrus.

Les femelles deviennent matures entre 4 et 6 ans et présentent alors des gonflement périnéaux lors des périodes œstrus. La durée du cycle menstruel est de 36,2 jours et la période de gonflement de 11,9 jours. Pendant ces périodes, le mâle alpha est en « consort » avec la femelle, c'est-à-dire qu'il la suit dans tous ses déplacements et a des montes régulières avec elle. Les femelles ont généralement leur premier petit entre 6 et 7 ans. La durée de la gestation est de 175 jours. La répartition des naissances est modérément saisonnière, pouvant avoir lieu toute l'année mais avec des pics à certaines périodes. La mortalité infantile dans cette zone pourtant protégée et favorable s'élève à 17,1 % dans la première année de vie. Les mères donnent naissance à un petit tous les deux ans en moyenne si le petit survit et plus rapidement en cas de mortalité.
Les mères ayant des nouveau-nés ont beaucoup d'interactions sociales avec les autres membres du groupe, notamment les femelles juvéniles et adultes. Les approches pacifiques vers le nouveau-né sont fréquentes et prennent la forme de mimiques faciales avec les dents découvertes, de contacts tactiles et de vocalisations d'excitation. L'état reproductif, la parenté ou le statut hiérarchique de la mère ont peu d'effets sur la fréquence de ces approches. Ceci est très différent de ce que l'on peut observer chez une espèce de macaque à statut hiérarchique de type « despotique », comme le macaque rhésus. Le haut degré de tolérance sociale des macaques des Célèbes permet la libre expression de ces approches affiliatives.

## Organisation sociale

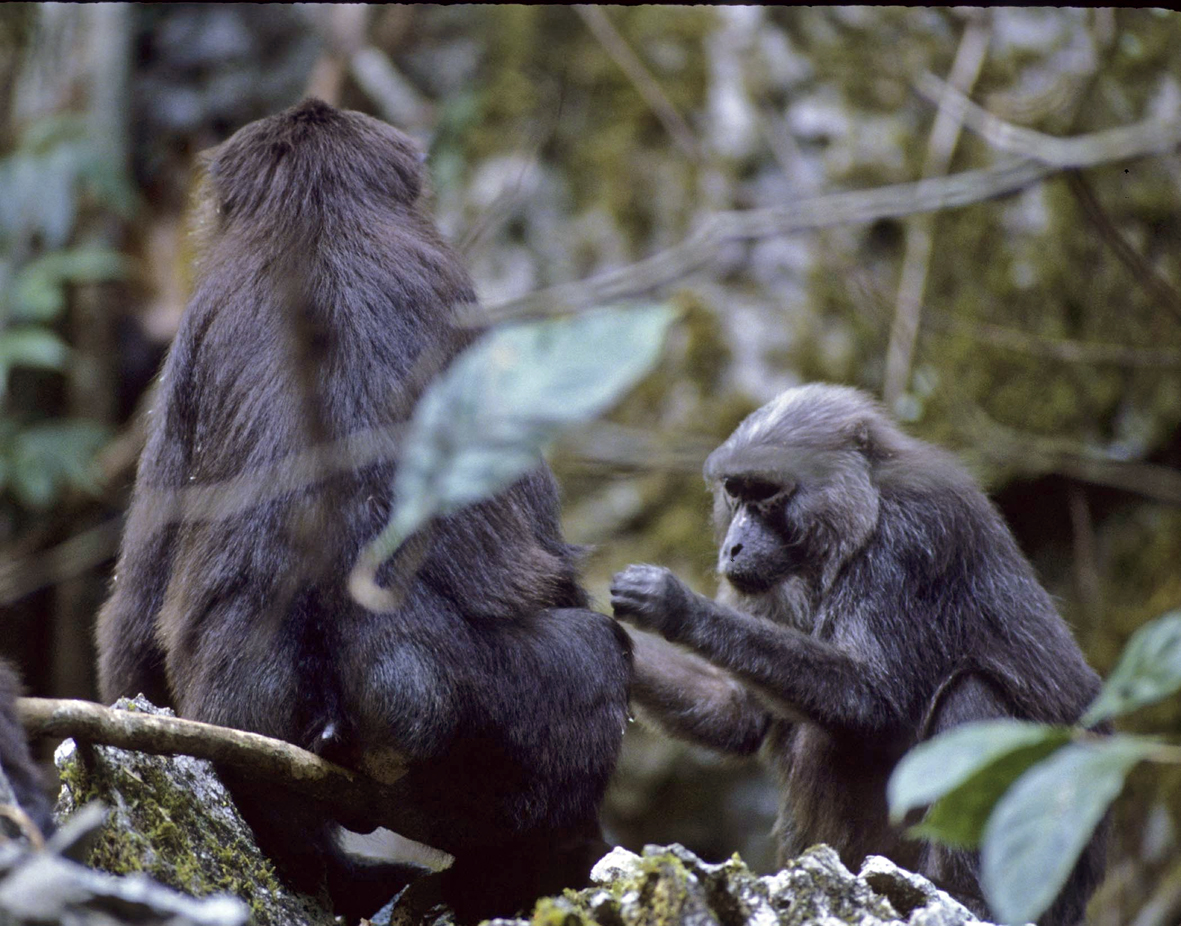
Toilettage d'un mâle par une femelle adulte.

L'organisation sociale du macaque maure ne diffère pas dans ses grandes lignes de celle des autres macaques des Célèbes comme le macaque de Tonkean ou le macaque à crête. La taille des groupes sociaux étudiés dans la nature varie de 20 à 43 individus. Comme chez les autres espèces de macaques les femelles sont résidentes à vie de leur groupe social de naissance tandis que les mâles changent de groupe. Les mâles quittent leur groupe natal entre 7 et 9 ans. Les émigrations multiples d'un même mâle vers plusieurs groupes sociaux tout au long de sa vie sont rares. Ils peuvent parfois demeurer solitaires un certain temps. Cette dispersion tardive des mâles et les mouvements peu fréquents vers d'autres groupes tranchent avec le profil de dispersion d'autres espèces de macaques comme le macaque japonais, Macaca fuscata dont le système social est qualifié de « despotique ».
La hiérarchie de dominance, parmi les femelles, est linéaire et stable sur plusieurs années. Les agressions violentes, incluant les morsures, sont rares. En situation conflictuelle, l'intervention d'un individu tiers est possible. Les relations sociales entre femelles adultes, qui sont les membres pérennes du groupe, peuvent être qualifiées d'égalitaires mais demeurent marquées par le népotisme. Durant les déplacements ou la recherche de nourriture, les rencontres à moins d'un mètre de distance sont fréquentes et les approches par des individus subordonnés ne sont pas exclues.

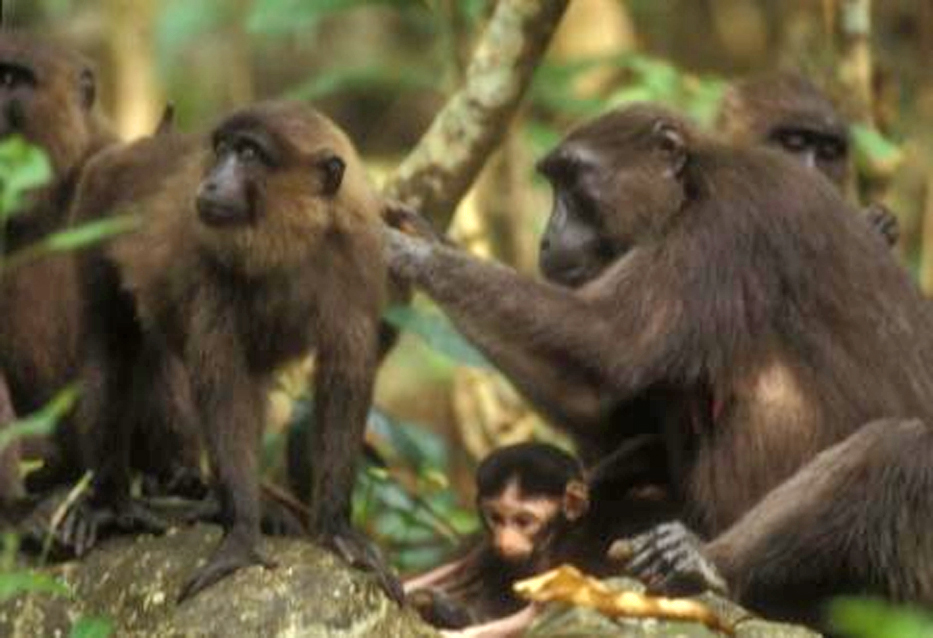
Groupe de macaques maures en milieu naturel.

Dans la nature, les différences entre les styles de dominance des macaques sont le plus clairement visibles lors de la recherche alimentaire, où les risques d'agression à la suite de la découverte d'une ressource sont les plus importants. Au sein du groupe, le positionnement des macaques maures pendant les déplacements ou la recherche alimentaire et celui lors des épisodes de repos ne sont pas liés. Ils restent plus fréquemment à proximité de leurs apparentés matrilinéaires lors des phases de fortes interactions sociales, quand le groupe se déplace ou se repose, que lors des phases où le groupe recherche sa nourriture. Les individus d'âge, de sexe ou de rang similaires ont tendance à rester entre eux. Comme chez les autres macaques des Célèbes, les femelles demeurent à proximité des femelles ayant des nouveau-nés, quelle que soit la phase d'activité du groupe. La parenté a moins d'effet sur la proximité chez cette espèce tolérante que chez des macaques à système social plus « despotique » comme le macaque rhésus, le macaque japonais, le macaque à queue de cochon ou le macaques de Java. Les faibles effets de la parenté durant les périodes de nourrissage semblent résulter du faible niveau de contestation et de compétition pour la nourriture au sein du groupe.
La fission d'un groupe sauvage a été bien documentée chez cette espèce. En l'espace de quatre mois, le groupe initial qui ne présentait aucun signe de fission a été pleinement scindé en deux groupes distincts. La dynamique de cette perturbation sociale majeure est donc assez rapide. Les deux nouveaux groupes présentaient le même nombre de femelles matures. Pour l'essentiel, les mères et leurs descendants ont rejoint le même groupe respectant ainsi la lignée maternelle. Les relations de dominance et d'association établies durant l'année précédant la fission ne furent pas grandement affectées par la nouvelle donne au sein de chaque groupe. Le point le plus crucial semble être la différence dans l'état reproductif des femelles entre les deux groupes (femelles gestantes dans l'un ou avec de très jeunes petits dans l'autre).

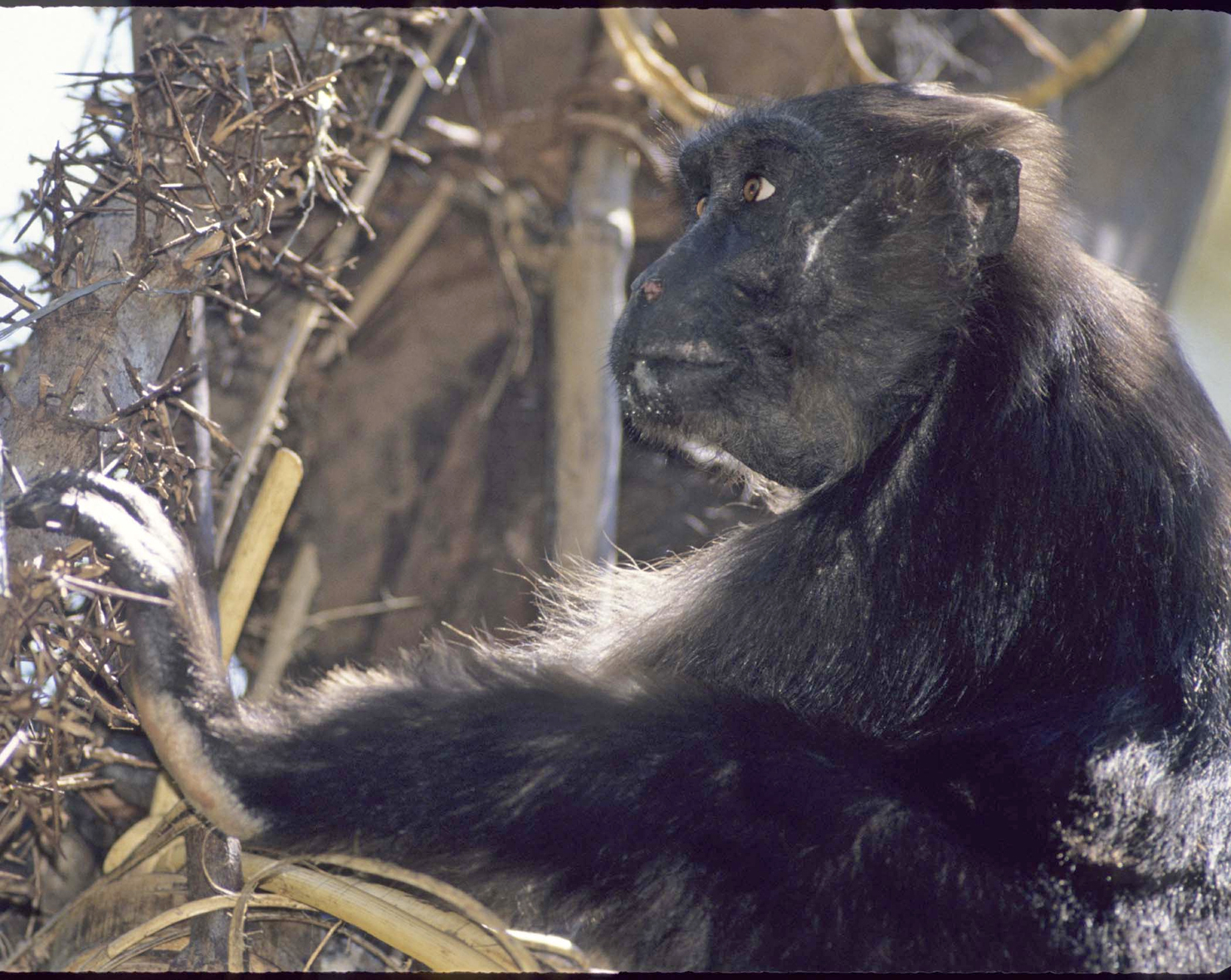
Macaque maure en milieu naturel.

Le mâle alpha du groupe d'origine a continué de visiter les deux groupes dans les premiers moments de la fission bien que la composition des deux groupes restait stable par ailleurs. Après la division, six mâles adultes venant de l'extérieur ont immigré exclusivement dans le groupe où ne figurait pas le mâle alpha. De sévères rencontres ont eu lieu par la suite entre les deux groupes.
Ce schéma de fission chez un macaque à système social « tolérant » est assez différent de ce que l'on peut observer chez des espèces à système social « despotique » comme le macaque de Formose Macaca cyclopis, par exemple.
Dans un groupe social sauvage, les individus sont impliqués dans 0,28 interaction agonistique par heure en moyenne. Comme beaucoup d'espèces de primates, les macaques maures se réconcilient avec leur opposant après une interaction conflictuelle dans 42 % des cas. Ces interactions affiliatives post conflictuelles, le plus communément un toilettage, entre les précédents opposants interviennent souvent dans les 2 minutes qui suivent le conflit et sont le plus souvent initiées par l'approche de la victime vers l'agresseur. Cette forte tendance à la réconciliation est corrélée au style de dominance « tolérant » de cette espèce.

## Mensurations
Poids
- Mâle : 10 à 16 kg
- Femelle : 8 à 12 kg

Taille
- Longueur tête + corps
  - Mâle : 560 à 680 mm
  - Femelle : 460 à 530 mm
- Longueur de la queue
  - Mâle : 40 à 55 mm
  - Femelle : 25 à 40 mm

## Nutrition

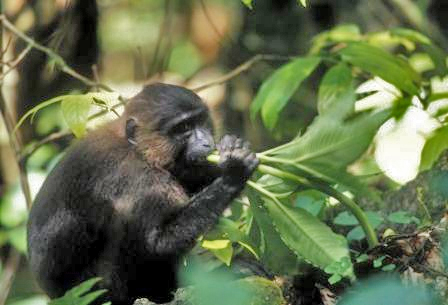
Un macaque maure juvénile se nourrissant en milieu naturel.

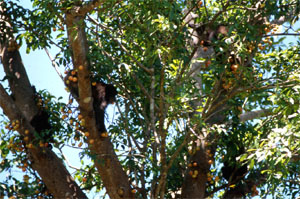
Macaques maures dans un figuier à Sulawesi.

Les fruits, et notamment les figues semblent être la principale base du régime alimentaire du macaque maure, mais peu de données précises sont disponibles à ce sujet.
Le malcoha à bec peint (Rhamphococcyx calyorhynchus) et le drongo à crinière (Dicrurus hottentottus) sont deux espèces d'oiseaux fréquemment observés avec les groupes de macaques maures. Il semble que ces espèces s'associent lors de la recherche alimentaire et dans la surveillance vis-à-vis des prédateurs. Les paysans locaux utilisent les cris perçants de ces oiseaux comme signe de l'approche des macaques de leurs champs.

## Population

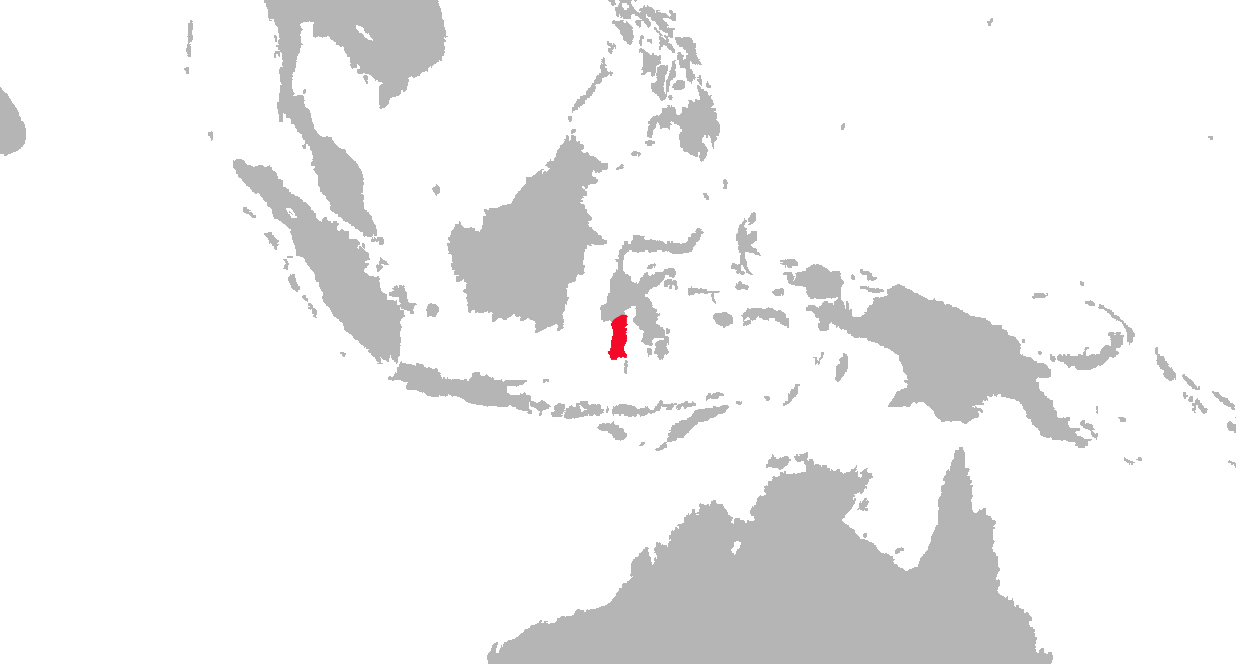
Répartition du macaque maure.

Le macaque maure fait partie de la liste rouge des espèces menacée de l'UICN. Son habitat est très menacé par l'expansion humaine. L'urgence d'une protection concertée avec les populations locales est plus que jamais nécessaire dans le cas de cette espèce de macaque.

## Galerie d'images

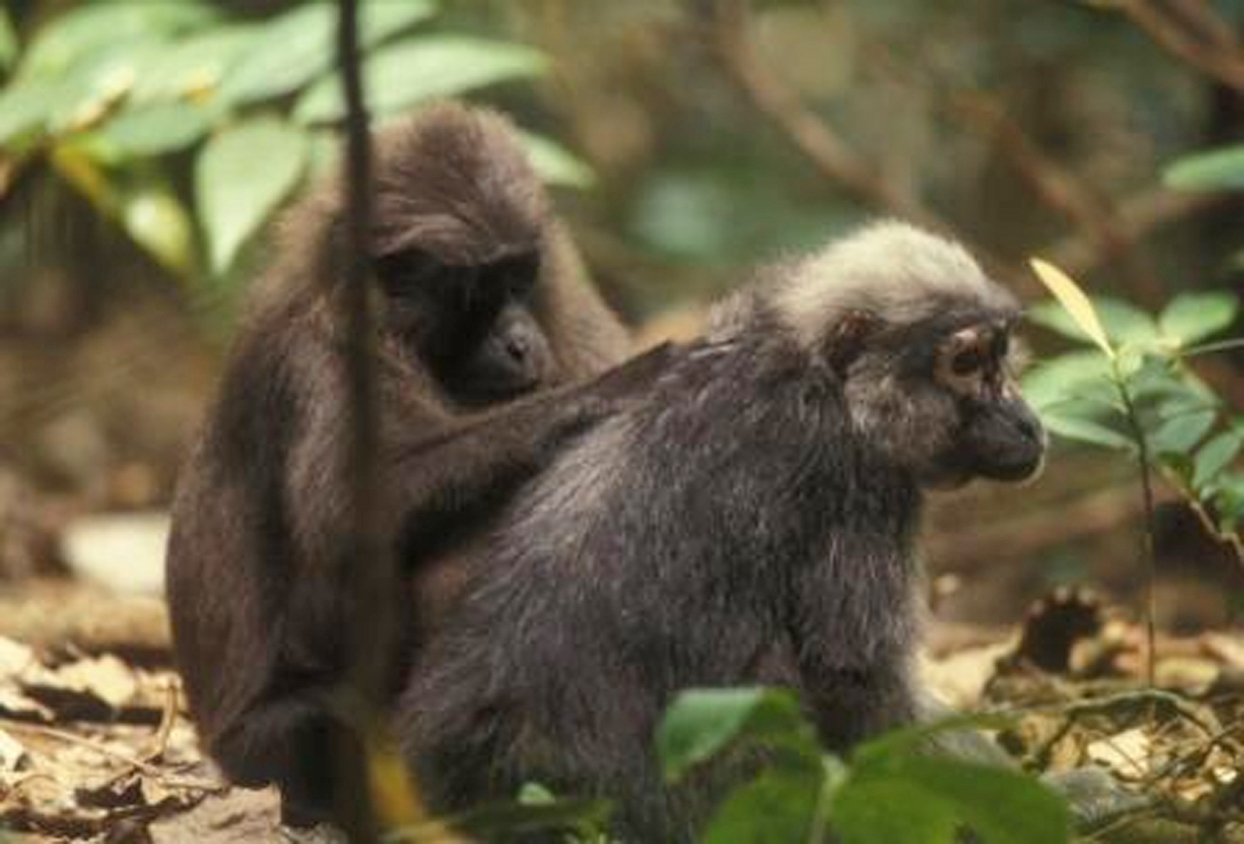
Une jeune femelle toilette une femelle âgée et dépigmentée.
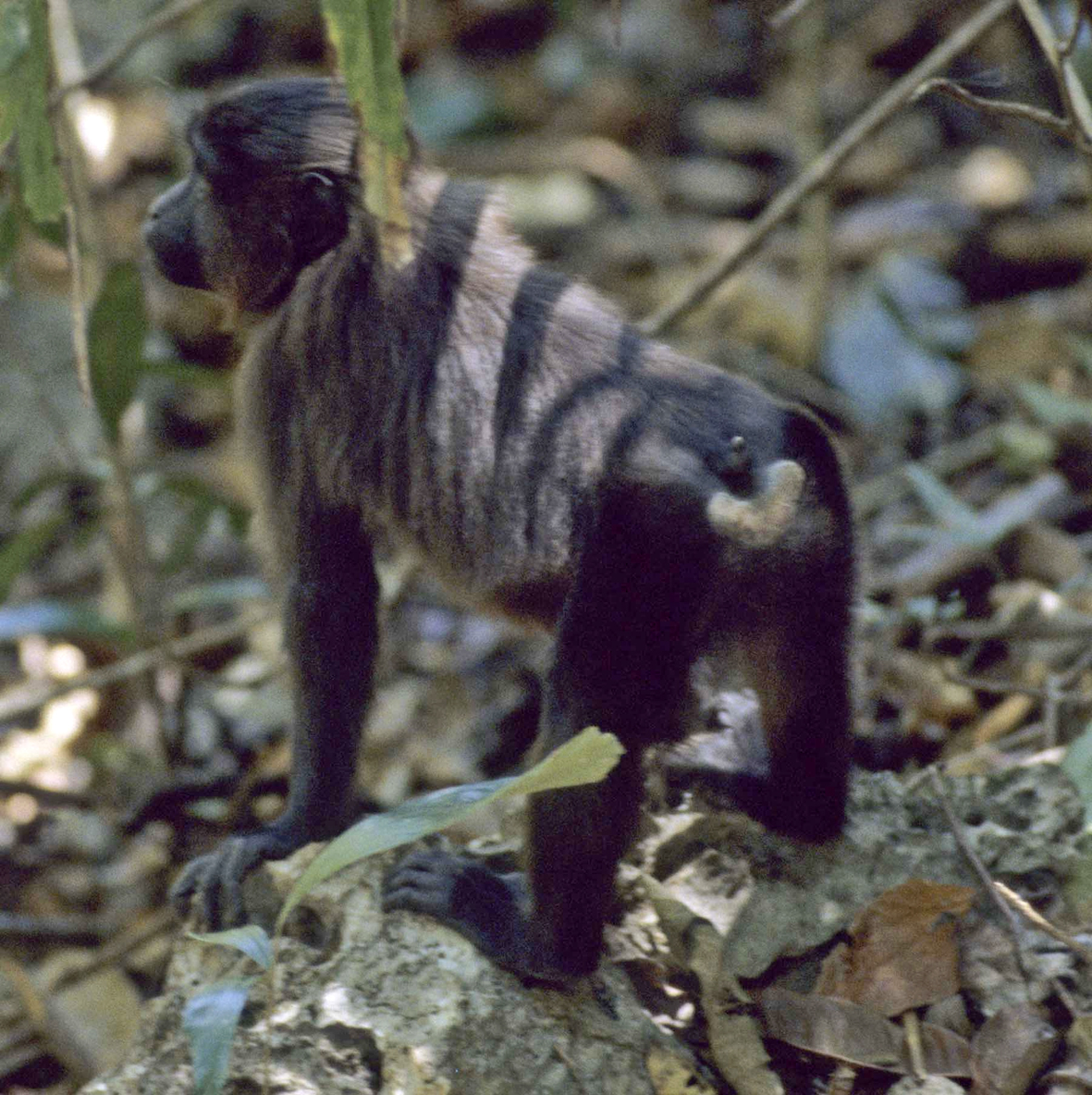
Un macaque juvénile en milieu naturel.
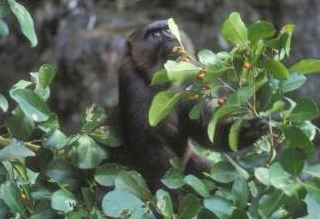
Macaque maure se nourrissant en forêt.